# Ardisia symplocifolia
Ardisia symplocifolia là một loài thực vật có hoa trong họ Anh thảo. Loài này được (C.Chen) K.Larsen & C.M.Hu mô tả khoa học đầu tiên năm 1996.